# Топлички устанак
Топлички устанак био је српски устанак, подигнут у селу Мачковац код Куршумлије, против бугарске и аустроугарске окупације за време Првог светског рата. То је био једини устанак у некој окупираној држави током целог Првог светског рата. Устанак је трајао од 26. фебруара до 25. марта 1917.
Непосредан повод устанка је мобилизација коју су бугарске власти хтеле да изврше на територији Топлице, Јабланице и Пусте реке.

## Позадина
После повлачења српске војске кроз Црну Гору и Албанију, окупирана Србија је била подељена између Аустроугарске и Бугарске. Граница између ове две окупационе зоне је била дуж Велике Мораве од Смедерева до Сталаћа, а затим линијом: Крушевац—Вукања—Злата—Лебане—Липовица—Огоште—Гњилане—Бетина—Шар-планина—албанска граница. Западно од ове линије је припало Аустроугарској, а источно Бугарској. Овој другој су још припале Вардарска Македонија, Приштински и Призренски округ. Бугарска је од окупираног дела Србије створила две зоне: Моравску војно-инспекцијску област са седиштем у Нишу и Македонску војно-инспекцијску област са седиштем у Скопљу.
Централне силе и Бугарска су организовале привредну експлоатацију Србије и вршиле реквизиције и конфискације имовине становништва; одузимала се стока, храна, кожа и вуна. Смањен броја говеда и коња се одразио на исхрану становништва и смањење засејаних површина. Према изворима Црвеног крста, до 1. септембра 1917. од глади је умрло око 8.000 лица.
Бугарска је вршила бугаризацију Срба, становништво је третирано као бугарско.
Под изговором да људе шаљу у Софију, Бугари су вршили стрељања. У Нишком округу убијено је око 100 свештеника. Тако је у Врању и околини убијено 3.500 људи, а у Сурдулици око 3.000 лица. Уз забрану језика и писма, Бугари су мењали и имена породицама, а сви уџбеници на српском језику су одузети од становништва. У српске цркве су довођени бугарски попови, а српске иконе су замењиване бугарским. На школским свечаностима деца су морала да говоре како су задовољна што су поново повратила своју бугарску националност. У заробљеничким логорима Бугарске почетком 1917. било је 187 српских официра и 31.492 војника, што је било 20,5 % свих заробљених Срба од стране Централних сила и њених савезница.

## Отпор
Почеци отпора окупатору су били у форми личног бунта, често и разбојништва, али од јесени 1916. отпор је био скоро искључиво политички. Према проценама окупатора било је око 50.000 људи способних да носе оружје. Прве четничке чете у Црној Гори су организовали браћа Милинко и Тошко Влаховић, Јован Радовић и Милан Дрљевић. Прве сукобе са четницима Аустријанци су имали септембра 1916. Четнике су чинили углавном случајно или намерно заостали српски и црногорски војни обвезници и излечени рањеници који су избегли заробљавање.
Аустроугарске снаге су одмах извршиле одмазду; стрељано је више људи у општинама Борач, Драгушица, Гунцати и Бумбарево Брдо. И на територији под бугарском окупацијом такође су се појавиле одметничке групе. У копаоничком крају и окрузима Крушевац и Косовска Митровица дејствовао је одред Уроша Костића Рудинца и Косте Војновића.

## Припреме устанка
О активирању људи способних и спремних за рат у самој Србији мислила је и српска Врховна команда по уласку Румуније у рат; генерал Михајло Живковић, командант Српског добровољачког корпуса у Одеси, дошао је на идеју да пребаци цео корпус код Турну Северина и у датом тренутку активира у Тимочкој Крајини. Тај тренутак је требало да буде синхронизован са пробојем Солунског фронта. Даљи развој догађаја, неповољан по Румунију, онемогућио је било какво дејство по Живковићевом плану.
Српска Врховна команда је направила план о припреми побуне у Србији, али која би планула на њен знак. Овај задатак је поверен поручнику Кости Миловановићу Пећанцу који се авионом спустио код села Механе 28. септембра 1916, Радан планина, што је једно од дејства авијације у окупираној територији. Пећанац је наишао на проблем јер је побуњенички покрет растао и предузимао акције без његовог знања, а он је имао задатак да припреми устанак када буде јасно да се Бугари повлаче.
Пећанац је, вођен можда личном амбицијом, можда уверен да ће до пробоја Солунског фронта доћи врло брзо, можда да сачува примат првог човека покрета, заједно са Костом Војновићем обнародовао позив на општи устанак. У свом дневнику, сам Пећанац је као главне узроке за позив на устанак означио сукоб капетана Влаховића код Бојника са једном бугарском четом, где гине 20 бугарских војника, као и сукоб са Бугарима у Дубову 11. октобра. Главни штаб устаника ово сазнаје у селу Мачина, према коме се такође крећу бугарске патроле, па се устаници повлаче у шуму, а свуда около се већ чује пушкарање. После кратког саветовања са Костом Војиновићем и Миланом Дрљевићем, закључак је да се више нема шта чекати и Пећанац командује „Господо, објављујемо отворени рат, кидајте телефон” а потом се и његова група сукобљава са Бугарима. У свом каснијем извештају врховној команди, Пећанац је прећутао овај податак.
Крајем 1916. и почетком 1917. намножио се велики број чета, афирмисао се низ четовођа, а вођене су и борбе и чарке.
Прва јабланичка четничка организација формирана је 19. априла 1916. године у Тулару. На челу те организације био је четовођа Радосав Булатовић Американац, носилац Карађорђеве звезде. У њој је било осамнаест наоружаних четника и четири девојке. У мају 1916. године, Јабланичани су успоставили контакт са Костом Војиновићем Косовцем на Копаонику. За краће време јабланички комитски покрет проширио се на Горњу Косаници, Пусту Реку, Доњу Јабланицу, Лесковац, Власотинце где су створене тајне четничке организације. На челу покрета у Лесковцу био је Ђорђе Цекић Лешњак. До доласка поручника српске војске Косте Миловановића Пећанца, 15. септембра, и капетана прве класе црногорске војске Милинка Влаховића са 12 Црногораца, 13. октобра 1916. године, комитске чете су се организовале и наоружале, спремајући се за предстојеће борбе. До Топличког устанка, Јабланичком комитском покрету пришло је преко 3000 људи, Пећанац је по доласку одржао и прве састанке у Добром Долу, Гајтану, Стубли, Маћедонцу и Медвеђи, где се срео са попом Димитријем Димитријевићем Митом, и до почетка 1917. у сваком селу организовали месне чете. У Пустој Реци до 4. фебруара 1917. и комитске чете Јабланичани, уместо пред бугарску „наборну” комисију за регрутовање, отишли су од својих кућа у оближње шуме и планине и придружили се јабланичким формираним и организованим четама. Устанак је дигнут у селу Обилићу код Бојника, Пуста река, 8. фебруара 1917. године. Тога дана око су се 300 српских познатих четника, а међу њима и најистакнутије устаничке вође, Пећанац, Војиновић, Влаховићи, Радовић, поп Димитријевић и други, састале се у чувеној кући Драговића Петра и његових синова, народних посланика и носилаца Карађорђеве звезде Милутина и Милоша Драговића, и на дводневном већању у Обилићу и Доњем Коњувцу договорили о устанку и поделили устаничка подручја. На овом „ратном савету” 300 устаничких вођа се решавало три питања: организациона, питање ратног зајма и да ли да се диже устанак.

### Устанички одреди
- Јабланички комитски одред
- Ибарско-копаонички комитски одред
- Централни комитски одред
- Пиротски комитски одред
- Тимочки комитски одред
- Крајински одред

## Устанак
Из записника од 8. фебруара 1917. види се да је устанички збор решавао следећа питања: утврђивање плана за будући рад и проширење устаничких организација на територији целокупне Краљевине Србије. На предлог војводе Косте Пећанца, четрнаесторица устаничких вођа донели су устаничко решење: да се продужи са ширењем и радом четничке организације „не презајући од опасности”, да се изда наређење свим војним обвезницима да нико не иде на бугарску регрутацију, већ се имају сви наоружати и од њих образовати сеоске чете, да се склањају од непријатеља и да се чекају даља наређења, затим да се пошаљу устаничке — комитске чете, од 25 комита, на десну страну Јужне Мораве, једна у пиротску околину, а друга у Крајину. Од тих чета да се формирају Пиротски комитски одред, са седиштем у Пироту, Крајински комитски одред са седиштем у Зајечару. Устанички прваци изабрали су Тошка Влаховића за команданта Крајинског одреда, а Јована Радовића за команданта Пиротског одреда. И на крају, скуп је решио: „под управом Централног комитета налазе се сва четири одреда којима се данас одређују тачни рејони дејства, кретања, рада и командовања”. На састанку у Обилићу устаничке вође донеле су и одлуку да се 11. фебруара 1917. године објави прокламација о дизању оружаног устанка против бугарско-аустроугарске окупације и окупационог система и против регрутације српског живља за бугарску војску. Против овакве одлуке били су војвода Коста Пећанац и његов ађутант Милан Дрљевић. Устанички прваци одржали су и 10. фебруара састанак у Доњем Коњувцу, где су се договорили о даљој организацији. И ту је извршено раздвајање комитских одреда. Војводе и команданти Тошко Влаховић и Јован Радовић узели су „по 25 одабраних четника”. Тога дана уследила је наредба војводе Пећанца за Крајински одред са конкретним устаничким задацима. Највеће и најмногољудније устаничке борбе са бугарским окупационим јединицама и Шиптарима у саставу бугарске војске вођене су у јабланичком срезу. Борбе су отпочеле пре званичног објављивања оружаног устанка.
Од 11. фебруара до 1. марта 1917. године, у јабланичком срезу вођено је преко 80 герилских борби и 35 мањих оружаних сукоба. Борбе су вођене у 71 месту и насељу. Највеће и најжешће борбе између јабланичких војних комитских јединица и бугарске окупационе војске одиграле су се код: Бојника, Кремена, у Ђацима, код Лебана, Ђелиног Дола, Секицола, Мрвеша, Ваљаличког лаза, затим у Житном Потоку, Савинцу, Плавцу, код Косанчића, Доњег Момчилова, потом на Брвенику, Гајтану, Петровацу, Секирачи, Туларком вису, Медвеђи, Медевцима, Реткоцеру, Брајини, Спонцу, Свирцу, Лисици, Кривом Долу, Врапцу, Васиљевцу, Боровцу и код Петриља. Јабланилки устаници водили су жестоке борбе са бугарско-шиптарским јединицама на прилазима насеља старе српско-турске границе. Бугарска војска имала је највеће губитке у борбама: на Кремену, Бојнику, Лебану, код Петриља, на Свирачкој и Брабачкој коси, код Злате, на Лисици, Брвенику, Ђацима, Мрвешу и Житном Потоку. Ослобођена је велика територија Јабланице и Пусте Реке. Заузето је Туларе без борбе, затим, 12. фебруара, ослобођена Медвеђа, потом Бојник, а 16. фебруара 1917. године и Лебане. Устанак у Јабланици је успео, био је ослобођен цео јабланички срез, а почео је да прераста из герилског рата у фронталну борбу, са чврстом командом, јединственим планом и руковођењем устаничким војним јединицама. У томе је највећу улогу имао командант Јабланичког комитског одреда капетан Милинко Влаховић, наравно уз помоћ војводе Димитријевића и команданта Крајинског одреда Тошка Влаховића. Устаничке чете однеле су велике победе и ослободиле територију „комитску државицу”, по правцима север-југ и исток-запад око 80 km, а по кружном фронту дугу 240 km. Ту слободну територију требало је да брани устаничка војска од 364 коњаника и са12.782 пушке. Устаници су били наоружани лаким наоружањем — пушкама. Имали су и десет митраљеза, од којих два неисправна.
Повод за избијање правог устанка је било регрутовање српских младића у бугарску војску. Незадовољство Срба се снажно повећало и нашло израз у сукобима и нередима. Команданти су 21. фебруара у селу Обилић (Бојник) код Лесковца, већали и гласали о дизању устанка. Једино је Пећанац био против, али се морао сложити да се иде на устанак и да буде његов вођа. Подељене су и зоне одговорности; Војновић је био одређен за Копаоник и долину Ибра, Пећанац за Топлицу, Милинко Влаховић за Врање, Тошко Влаховић за Тимочку крајину, а Јован Радовић за Пирот. У прогласу је писало да ће се „дан општег устанка и место мобилизације одредити касније”. Карактеристично је да је устанак, када су команданти дошли на терен, (спонтано) већ био у току. То потврђују и аустроугарски извори: војни аташе у Софији је знао да се у региону Прокупља, Куршумлије и Лебана већ десио устанак.
Крајем фебруара и почетком марта 1917. године устаници су контролисали територију између реке Расине, Копаоника, Јужне Мораве и Ђуниса. Ни мимо ове територије окупатор није био миран; одметничке чете су биле веома активне и успешне код Књажевца, Зајечара и Сврљига. Први одговор Бугарске и Аустроугарске је било бројно јачање сопствене војске, што су извели пребацивањем трупа са Солунског, Италијанског и Источног фронта. Процењује се да су сконцентрисали око 30.000 војника.
Обрачун са устаницима је почео 12. марта у рејону Дубци-Златари где су Аустроугари опколили 13.000 људи. Борбе су трајале 20 дана. Против аустроугарских трупа, Војновић се прихватио борбе код Блаца, Јанкове клисуре и Бруса. Војновић је имао успеха и цени се да су ове битке биле и највеће устаничке победе.
Са друге стране, Пећанац је избегавао борбе и мале комитске чете пребацивао у непријатељеву позадину. Браћа Влаховићи, притиснути од надмоћније силе, повлачили су се и прелазили у герилу. Бугари су заузели Прокупље 14. марта, а Аустроугари Куршумлију (16. марта). Још десет дана је трајало сламање устанка, а 25. марта Бугарска је прогласила крај операција.

## Учешће жена у Топличком устанку
Жене су у Топличком устанку били курири, обавештајци, јатаци и болничарке. Допремале су муницију, храну, разне поклоне, преносиле рањенике, чувале стражу, преносиле вести, доносиле воду. Неке од њих, мада малобројне, бориле су се са мушкарцима.
На територији комитске државе одвијала се и курирска служба. Изворна грађа о томе веома је оскудна, а чине је казивања савременика и учесника устанка. Тешко је утврдити чак и приближан број жена-курира. Оне су прикривале своју мисију на различите начине; неке су водиле децу, неке су се облачиле у поцепане хаљине и сл. Жене су учествовале и као болничарке. Прале су завоје, неговале рањенике, помагале докторима (нпр. у болницама у Прокупљу и Куршумлији), уступале своје куће рањеницима и др. Обавештајну службу комитске државе чиниле су углавном жене које су упућиване у удаљена села или градове да се код јатака распитају о намерама непријатеља. Жене су и саме биле јатаци, што је било веома ризично. О томе нема много података. Коста Миловановић-Пећанац у свом дневнику наводи имена жена код којих се склањао током устанка. Жене су снабдевале храном устаничку војску. Често су одвајале од уста своје деце како би нахранили борце.
Жене су формирале тајне организације за борбу против окупатора у градовима. На основу изворне грађе може се стећи само оквирна слика о тим организацијама. Оваква организација сигурно је постојала у Прокупљу, а можда и у Лесковцу. За остале градове комитске државе (Куршумлија, Лебане, Власотинце, Блаце) нема конкретних података. У Прокупљу је организацију оформила Ангелина Илић из Ужица, чији је супруг, адвокат, са српском војском отишао преко Албаније. Успела је да у Прокупљу одбрани групу жена које је Пећанац хтео да обеси. Значајна жена ове организације била је и Јелена Лорет, Пољакиња која је достављала информације устаницима преко „слепог” човека који је долазио у град да проси и која је сашила српску заставу за комитску државу. Бугари су хтели да је стрељају по освајању Прокупља, али је у последњем тренутку из Ниша стигло наређење о помиловању.
Жене су се бориле у акцијама српске војске током прве две године Великог рата. О томе су писали и немачки и аустроугарски листови. Подаци о женама-борцима постоје и у дневнику Косте Пећанца и у дневнику Косте Војиновића. Основни проблем у проучавању ове материје је недостатак ових извора и њихова непрецизност; често се наводи „нека жена”, „једна жена”, „непозната жена”. У нападима на Куршумлију, Прокупље и Блаце учествовали су сви који су могли да носе оружје. И девојке су се јављале да траже оружје. Нису постојале посебне женске чете, али су жене биле по многим четама и одредима. Бориле су се сигурно у 3 од 5 постојећих одреда. У одреду Косте Војиновића било их је шест.
Било је и жена које су током устанка сарађивале са окупатором. Разлози су били нагон за самоодржање, уцене животима појединих чланова њихових породица, наговори од стране других жена-сарадница, страх од освете. Због неузвраћене љубави, једна жена је свог бившег љубавника оптужила да је комита.
Жене су, као и мушкарци, страдале у казненим експедицијама окупатора. Туђинска војска није се обазирала на старост ни на пол жртава. Оне су углавном биле цивили. Подаци о страдањима жена прикупљени су по угушењу Топличког устанка и дати су међународној Комисији за утврђивање ратних злочина Бугара у Првом светском рату. Требало је да они буду искоришћени на Париској конференцији мира као илустрација за кршења међународних споразума. Убијања су попримала огромне размере; за Бугаре су комити били и старци, жене и бебе. У Бруском срезу стрељано је 20 жена због учешћа у устанку. У селу Разбојни стрељано је 2000 људи. Бугари нису хтели да троше муницију, већ су их убијали на свирепе начине. Умирање је трајало веома дуго. Посебно јак утицај остављала је казна вешањем, а становиштво је приморавано да гледа смртну казну. Омиљен начин убијања код Бугара било је и клање и убадање ножевима.
Према подацима Анкетне комисије 1917. године силовано је 200 жена, мада је тај број много већи. Многе силоване жене стиделе су се да кажу да су силоване. Девојке и жене прерушавале су се у старице како би то избегле. Старије жене скривале су ћерке и унуке. Напаствоване су и старице и малолетнице. Поједине су напаствоване од више војника. Бугарски војници су и тукли жене. Према списковима, тучено је 823 жена.

## Последице
Од 5.000—6.000 устаника, половина је убијена. Убијани су и старији људи, жене и деца. Према подацима самих Аустријанаца, побијено је око 20.000 људи. Пећанац и Влаховић су се са 2.500 људи успели склонити.
Без обзира на све мере Бугарске и Аустроугарске, мир се није сасвим вратио ни у Топлицу, ни у друге делове Србије. Слично је било и у Црној Гори — борбе су се наставиле са пролећа 1917, а поред старих чета су настајале нове. Регион дејстава се протезао од Херцеговине до Пирота и на северу до Неготина. Окупаторске снаге су опет вршиле одмазду над цивилним становништвом, али су такође примениле и једну новину: образоване су такозване „противчете”, чији је задатак био да гони одређену чету до уништења. У борбама најуспешнији су били Војновић, Пећанац, браћа Влаховићи и Јован Радовић. Међу њима није било довољно сарадње, а између Војновића и Пећанца су трајала међусобна оптуживања.
Акције четничких чета су трајале целу 1917, без обзира на жртве. Окупационе снаге су успеле да нанесу осетне губитке и да ликвидирају неке вође, а тријумфовале су када је децембра 1917. код села Гргура убијен Коста Војновић. Оружани облик отпора је трајао све до пробоја Солунског фронта.
Окупационе снаге у Србији (у првом реду Бугарска) током целе 1917. су, уз све већ коришћене мере, примењивале одмазде за четничке акције, а настављено је и са интернирањем цивилног становништва. Све је то доводило до смањења бројног стања становништва и његове привредне снаге. Према подацима Црвеног крста Аустроугарске, крајем 1917. у Немачкој је било 34.000 српских ратних заробљеника, у Аустроугарској 93.500, а у Бугарској 35.000. Према истом извору, број интернираних цивила у Немачкој је био око 2.000, у Аустроугарској око 77.000, а у Бугарској око 100.000.
Јабланички четнички покрет и устаничке мање војне чете и групе, око 300 устаника, одржали су се у планинама — на Кукавици, Мајдану, Соколовици, Радану, Петровој гори и Пасјачи. После пропасти устанка, 11. јуна 1917. године извршена је кадровска реорганизација Јабланичког четничког одреда. Уместо Милинка Влаховића, за команданта је постављен поручник Димитрије Беговић, за начелника штаба поп Димитрије Димитријевић, а за ађутанта доктор Божидар Поповић Божа. Овако формиране јединице јабланичких четника су водиле од 13. марта до децембра 1917. и јануара 1918. године 32 мање и веће борбе са бугарским јединицама. У тим борбама храбро су погинули четовође: Тошко Влаховић и Димитрије Беговић као и велики број храбрих Јабланичана. Преживели јабланички устаници учествовали су у завршним операцијама српске војске, септембра и октобра 1918. године, приликом ослобађања српских крајева. После угушења Топличког устанка, бугарске окупационе власти у јабланичком срезу примениле су до тада нечувене репресалије над цивилним становништвом. Да би уништили четнички покрет и устаничке чете, Бугари су у јабланичком срезу применили систем сабирних логора, депортовања устаника и „сумњивих и непознатих” лица у заробљеничке казамате у Бугарској. У Јабланици бугарске окупационе власти формирале су 50 већих и мањих логора, и то: у Горњој Јабланици 28, у Пустој Реци 12 и Доњој Јабланици 10 логора. Највећи сабирни логор за целу Горњу Јабланицу био је смештен у Пустом Шилову, а његов командант је био пуковник Павлов као и војвода Мартинов, помоћни логори били су још и у Тулару, Реткоцеру, Доњем Гајтану, Сијаринској Бањи и Медвеђи. У Доњој Јабланици највећи логори су били у Лебану, Бошњацу, Ждеглову, Коњину, Клајићу и Бувцу а мањи у околним селима и засеоцима. Већи сабирни логори били су: у Ивањи, Боринцу, Житном Потоку, Бојнику, Придворици, Горњем Бријању и Брестовцу. За устаничка јабланичка села и устаничке породице Бугари су установили и посебне логоре у Лесковцу, Приштини, Нишу, Куманову, Мирошевцу, Јашуњи и другим оближњим местима у којима су депортовали породице из Јабланице и Пусте Реке. У њима су Бугари стрељали 872 лица. По наређењу бугарских војвода Ицка, Розова, Тодорова, Варне, Танеа, Мартинова и пуковника Павлова у јабланичкој Стубли стрељано је 360, у Тулару 192, у Реткоцеру 53, у Пустом Шилову 24 устаника извише јабланичких села. Под бугарским вешалима умрло је 20устаника и жена, живо спаљено 27 лица, од тога две жене и четворо деце, затим заклано 173 Срба, од тога 153 устаника, 12 жена и 8 деце. У сабирном логорима Бугари су батинали 4.229лица, од тога 1.847 мушкараца, 1.759 жена и девојака, и 303 детета. Под њиховим батинама, тојагама, колчевима, корбачима и кундацима умрло је 117 Срба. У логорима Бугари су силовали преко 2.000 удовица, удатих жена и девојака. Чак су силовали и девојчице од 8 до 13 година. Српски народ Лесковачког краја за време бугарске окупације 1915—1918. године патио је не само од бугарског терора, стрељања, батинања и мучења, већ и од несносне глади од опаких болести. Од глади и ратних болести умрло је 1.250 мушкараца, жена и деце, од тога, 461 од запаљења плућа, 332 од тифуса, 100 од туберкулозе, 140 од шарлаха, 58 од грипа, 40 од богиња, 18 од колере, 22 од изнемоглости, 19 од срчаног стреса од страха, 13 од дифтерије, 10 од нервних стресова, 4 од катра, као и од маларије и других болести. Највише је помрло мале деце. У медвеђској општини 1917. умрло је 55 деце, од тога 21 од запаљења плућа.

## Истакнути устаници
- Урош Рудинац (Костић) је издајом убијен,
- Коста Војиновић наставља четничке акције као командант Ибарско-копаоничког одреда и напада аустријске патроле.
- Коста Пећанац ― командант Централног четничког одреда, преживео устанак. Убијен 1944. код Соко бање од четника Драже Михајловића.
- Војвода Тошко Влаховић погинуо код села Власова 2. XI 1917, студент филозофије у Немачкој, командант Крајинског четничког одреда
- Милинко Влаховић, капетан — командант Јабланичког четничког одреда до 11. јуна 1917. године.
- Раде Влаховић, командир Четврте куршумлијске чете
- Милош Ђуровић, командант Туларског четничког батаљона
- Сава Радовић
- Јован Радовић, професор ― командант Пиротског четничког одреда
- Радосав Булатовић – Американац ― четовођа прве јабланичке чете
- поп Димитрије Димитријевић ― Мита комита ― начелник штаба Јабланичког четничког одреда
- др. Божидар Поповић Божа, ађутант
- Димитрија Беговића, након 11. јуна 1917. године ― командант Јабланичког четничког одреда
- Ђорђе Цекић Лешњак― вођа лесковачких четника
- Милан Дрљевић
- Ђура Дрљевић
- Никола Лакићевић
- Цветко Оташевић, командир Прве куршумлиске чете
- Анђелко Лазић, командир Друге куршумлиске чете
- Милош Милошевић (устаник) (који је Дероку и опалио прву пушку), командир Треће куршумлиске чете
- Милан Дечански који је неуморно крстарио Топлицом, прелазио Мораву и освајао Соко Бању и Сврљиг, да би био убијен издајом ради новца на Јастрепцу
- Машан Стојовић село Јовине ливаде са Пасјаче, погинуо на Јавору.
- Александар Пипер, мученичком смрћу погубљен пошто је ухваћен заједно са Димитријевићем, на свом путу за Солун носећи извештај Врховној Команди о ситуацији у Србији
- Петар Грк, погубљен пошто су ухваћен заједно са Димитријевићем и Пипером, на свом путу за Солун носећи извештај Врховној Команди о ситуацији у Србији
- Мика Моравац
- Милан Смедеревац
- Тодор Митић Слишанче
- Милан Николић (устаник)
- Рамадан Азировић
- Георгије Владимировић Рус који се прославио јунаштвом у борби на Јабланици
- Војин Марјановић који је у Крушевачком крају водио успешне борбе попут Косте Војиновића. И Урош Рудинац и Војин Марјановић се налазе на списку Косте Пећанца на ранг листи најхрабријих устаничких четовођа.
- Радисав Павић, четовођа из Арбанашке, нестао
- Синадин Јанковић из Медвеђе
- Витомир Митровић Бајча, четовођа из Медвеђе
- Гмитар Поповић, четовођа из Медвеђе
- Радосав Јакшић, четовођа из Топлог Дола
- Спасоје Радивојевић, умире у бугарском заробљеничком логору у Сливену
- Ђорђе Дојчиновић, четовођа, командант Бресничке чете
- Ђорђе Лакичевић, четовођа

Велики број се предао Бугарима:
- Марко Павловић (устаник),
- Евгеиије Цветковић, командант одреда
- Јован Булајић, четовођа
- Јован Јелић,
- Ђорђе Копривица
- Милош Милошевнћ
- Вучко Пантић
- Бошко Чупић
- Илија Радоњић Ица Калајџија
- Новица Вељовић
- Радош Ракочевић
- Никола Куштримировић
- Јеротије Ђенадић ― предаје се Аустријанцима